# Бивил ла Бењард
Бивил ла Бењард (фр. Biville-la-Baignarde) насеље је и општина у северној Француској у региону Горња Нормандија, у департману Приморска Сена која припада префектури Дјеп.
По подацима из 2011. године у општини је живело 646 становника, а густина насељености је износила 91,24 становника/km². Општина се простире на површини од 7,08 km². Налази се на средњој надморској висини од 134 метара (максималној 151 m, а минималној 105 m).

## Демографија
| 1962. | 1968. | 1975. | 1982. | 1990. | 1999. | 2011. |
| ----- | ----- | ----- | ----- | ----- | ----- | ----- |
| 505   | 542   | 560   | 568   | 548   | 514   | 646   |

График промене броја становника у току последњих година